# Tomer Tzarfati
Tomer Tzarfati (hebräisch תומר צרפתי; * 16. Oktober 2003 in Pardes Chana-Karkur) ist ein israelischer Fußballtorhüter.

## Karriere

### Verein
Nachdem er in der Jugend von 2013 bis 2014 beim FC Pardes Hanna-Karkur gespielt hatte, war er bis 2016 bei Maccabi Barkai, bis 2017 bei Hapoel Hadera, bis 2019 bei Maccabi Haifa, bis 2020 bei Maccabi Netanja, dann 2021 bei Hapoel Be’er Scheva und ab 2021 wieder bei Netanja aktiv. Dort ging er zur Saison 2023/24 in den Kader der ersten Mannschaft über. Sein Debüt hatte er aber bereits am 7. Mai 2023, als er in der Meisterrunde der Saison 2022/23 am 8. Spieltag bei einem 4:1-Sieg über Hapel Jerusalem den Kasten hütete.

### Nationalmannschaft
Nach einigen Einsätzen im Tor der israelischen U19 im Jahr 2022 gehörte Tzarfati auch zum Kader der U-20-Mannschaft bei der Weltmeisterschaft 2023, bei der Israel am Ende den dritten Platz belegte. Er stand in fast jeder Partie seiner Elf im Kasten. Lediglich im Spiel um Platz drei war nicht dabei, da er schon zur U21-Mannschaft abgereist war. Für diese kam er bei der Europameisterschaft 2023 erst im Halbfinale, welches man mit 0:3 gegen England verlor, zum Einsatz.

## Privates
Tzarfati ist Sohn des israelischen Fußballspielers Ilan Tzarfati.